# أندرو بليدز
أندرو بليدز (بالإنجليزية: Andrew Blades) هو مدرب رياضي أسترالي، ولد في 4 يونيو 1967 في سيدني في أستراليا.

## وصلات خارجية
- أندرو بليدز عل موقع إسبنسكروم (الإنجليزية)
- أندرو بليدز على موقع ItsRugby.co.uk (الإنجليزية)